# 陽佐
陽佐（1491年—？年），字以道，四川重庆府長壽縣人，民籍。

## 生平
治《春秋》，行三，由國子生中式四川鄉試第七十五名舉人，年三十三歲中式嘉靖二年（1523年）癸未科會試第三百九十三名，第三甲第八十八名進士。授浙江慈溪县知县。

## 家族
曾祖阳昇，监生。祖父阳定。父阳德修，训导。母王氏。慈侍下。兄阳儒、弟阳佶。